# ماگدا مارکوش
ماگدا مارکوش (مجاری: Magda Maros؛ زادهٔ ۴ اکتبر ۱۹۵۱) شمشیرباز زن اهل مجارستان است.
وی در مسابقات کشوری و بین‌المللی در مجموع برندهٔ ۱ مدال نقره، ۲ مدال برنز شده‌است.